# Kağan Söylemezgiller
Kağan Söylemezgiller (* 4. März 1988 in Bad Cannstatt, Stuttgart) ist ein türkischer ehemaliger Fußballspieler.

## Leben
Söylemezgiller wurde 1988 in der baden-württembergischen Landeshauptstadt Stuttgart geboren und besitzt die deutsche Staatsangehörigkeit. Mit seinen Eltern und seinem sechs Jahre jüngeren Bruder lebte er bis Anfang 2010 in Stuttgart-Untertürkheim. Inzwischen lebt und spielt er in Ankara, Türkei.

## Karriere

### Verein
Söylemezgiller begann mit dem Vereinsfußball im Alter von fünf Jahren beim Turnerbund Untertürkheim.
In seiner Jugend stellte Kagan sein Talent bei den Vereinen SV Fellbach, TSG Backnang, Stuttgarter Kickers und schließlich beim VfB Stuttgart unter Beweis. Die Auswahl des Bundeslandes Baden-Württemberg wurde auf ihn aufmerksam und nahm ihn in den Altersklassen U16 bis U21 in ihren Kader auf. Ebenso klopfte 2005 die türkische Europaauswahl an.
Insgesamt spielte Söylemezgiller drei Jahre beim VfB Stuttgart in den Mannschaften U14, U17 und U19.  Wegen dreier Mittelfußbrüche im Jahr 2006 konnte er nicht in die Fußball-Regionalliga-Mannschaft des VfB Stuttgart übernommen werden.
Nach seiner Genesung spielte Söylemezgiller in der Oberliga Baden-Württemberg für den VfL Kirchheim/Teck und wurde dort für seine Technik, Schussstärke und sein intelligentes Spiel hoch geschätzt.
Ein Talentscout entdeckte Söylemezgiller Anfang Januar 2010 und lud ihn zu einem Trainingslager ein. Gegen eine Ablösesumme konnte er noch in der laufenden Saison in die Türkei wechseln; sein erstes Spiel als Profi bestritt er am 27. Januar 2010 gegen Galatasaray Istanbul, in der Rückrunde der Saison 2009/2010 folgten weitere zwölf Einsätze.
Nach dem ersten Spiel der Saison 2010/2011 verletzte sich Söylemezgiller und musste acht Wochen aussetzten. Am 9. November 2010 erzielte Söylemezgiller sein erstes Tor in dem türkischen Pokalwettbewerb Türkiye Kupasi gegen Fenerbahçe Istanbul in der 90. Minute.
Seit Januar 2012 spielte Kagan beim Verein Kardemir Karabükspor.
Nach eineinhalb Spielzeiten für Kardemir Karabükspor wechselte er im Sommer 2013 innerhalb der Liga zum Aufsteiger Çaykur Rizespor. Nachdem er in der ersten Hälfte der Spielzeit 2014/15 kaum Pflichtspieleinsätze absolviert hatte, löste er Anfang Februar 2015 nach gegenseitigem Einvernehmen mit der Vereinsführung seinen Vertrag auf und verließ den Klub vorzeitig.
Im Sommer 2015 verließ er die Türkei und setzte seine Karriere beim Schweizer Verein FC Wil fort. Zur Saison 2016/17 kehrte er mit seinem Wechsel zum Zweitligisten Şanlıurfaspor wieder in die Türkei zurück.

### Türkische Nationalmannschaft
Mitte des Jahres 2011 wurde Söylemezgiller in den Kader der türkischen A2-Nationalmannschaft berufen.
Im Rahmen des Turniers von Toulon 2012 wurde Söylemezgiller im Mai 2012 für die zweite Auswahl der türkischen Nationalmannschaft berufen. Die türkische A2 nominierte hierfür Spieler, die jünger als 23 Jahre waren, um die Altersbedingungen für das Turnier zu erfüllen. Die Mannschaft schaffte es bis ins Finale und unterlag dort der Auswahl Mexikos.

## Erfolge
Mit der Türkischen A2-Nationalmannschaft
- Vizemeister im Turnier von Toulon: 2012

## Trivia
Söylemezgiller geriet in den Manipulationsskandal in der Saison 2010/2011 der den türkischen Fußball nachhaltig erschütterte.